# 로시에리아
로시에리아(Rosieria)는 트라이아스기 후기 프랑스에 살았던 키노돈트이다. 로시에리아는 초식성 키노돈트인 트레버소돈과에 속한다. 로시에리아 델사테이(R. delsatei)라는 모식종의 화석은 1997년 프랑스 북동부 세인트 니콜라스(Saint Nicolas de Port)에서 발견된 여러 개의 송곳니들과 함께 발갼되었다. 이 이빨들 중에는 하니아(Hahnia), 가우미아(Gaumia), 마우베우기아(Maueigia)를 포함한 다른 키노돈트의 화석도 포함되어 있었다. 세인트 니콜라스 지역의 키노돈트 화석은 다른 키노돈트 화석에 비해 크기가 작은데 이는 세인트 니콜라스 지역의 동물들이 섬 왜소화를 겪었음을 알려준다. 그리고 세인트 니콜라스의 화석은 드로마테리움류(Dromatheriidae)와 같은 식충동물화석이 많이 발견되지만 로시에리아아를 포함한 다른 초식성 키노돈트의 화석은 대체로 희귀하다.